# Sven Schultze
Sven Schultze (* 11. Juli 1978 in Bamberg) ist ein ehemaliger deutscher Basketballnationalspieler.

## Leben und Karriere

### Vereinskarriere
Sven Schultze lernte das Basketballspiel in der Jugend seines Heimvereins TTL Bamberg. In der Saison 1995/96 spielte er im Alter von 17 Jahren das erste Mal in der 1. Basketball-Bundesliga für Bamberg. Zudem war er mit einer Doppellizenz ausgestattet und spielte in der Saison 1995/96 noch beim TSV Breitengüßbach in der 2. Bundesliga.
Im Sommer 1998 wechselte er zur deutschen Spitzenmannschaft Alba Berlin, mit welcher er in den Folgejahren drei Meistertitel gewann. Wieder war er mit einer Doppellizenz ausgestattet, spielte er aber hauptsächlich für den Kooperationspartner TuS Lichterfelde Berlin in der 2. Bundesliga, mit der er im Jahr 2000 den sportlichen Aufstieg in die 1. Bundesliga schaffte.
Ab der Saison 2000/01 spielte er ausschließlich für Alba Berlin. Im Sommer 2002 wechselte er von Berlin zu den Bayer Giants Leverkusen, wo er sich mehr Spielzeit erhoffte. Und tatsächlich entwickelte er sich mit überzeugenden Leistungen zu einem Leistungsträger der Mannschaft.
Als Leverkusen 2005 den Einzug in die Play-offs der Bundesliga verpasste, erhielt er überraschend ein Angebot von der von Verletzungen geplagten Spitzenmannschaft Armani Jeans Mailand aus der Serie A. Schultze zeigte in den italienischen Play-offs so gute Leistungen, dass sein Vertrag verlängert wurde.
Nach einem einjährigen Aufenthalt in Italien wechselte Schultze zur Saison 2008/09 zu Olympia Larisa nach Griechenland. Dort spielte er bis Februar 2009 und wechselte danach erneut nach Italien und stand in den Play-offs der zweiten Liga für Casale Monferrato auf dem Feld. Im Oktober 2009 unterzeichnete Schultze einen Vertrag beim italienischen Erstligisten Angelico Biella für die Saison 2009/10, wo er bis zum Januar 2010 blieb. Kurz darauf wechselte er zu Carife Ferrara.
Zur Saison 2010/2011 kehrte Sven Schultze nach Deutschland zurück. Er unterschrieb bei seinem früheren Verein Alba Berlin einen Vertrag über zwei Jahre bis zum Ende der Saison 2011/12. Dort hatte er bereits von 1998 bis 2002 gespielt. Schultze spielte bis Sommer 2014 für Berlin und gewann mit der Mannschaft sowohl 2013 wie auch 2014 den Deutschen Pokalwettbewerb.
Zur Saison 2014/2015 verließ der als wurfstark geltende Schultze Alba und wechselte innerhalb der Liga zu den Eisbären Bremerhaven. Er unterschrieb bei den Eisbären einen Vertrag über ein Jahr. Nach dem Ende der Bundesliga-Saison 2014/15 beendete Schultze seine Basketballkarriere.

### Nationalmannschaft
Schultze gab im Februar 2000 seinen Einstand in der A-Nationalmannschaft. Den Sprung in den Kader zur Europameisterschaft 2001 schaffte er aber nicht. Auch überzeugende Leistungen in der A2-Nationalmannschaft reichten nicht für einen Platz im Weltmeisterschaftsaufgebot 2002.
Die Europameisterschaft 2003 spielte er zwar in der deutschen Nationalmannschaft, bekam aber wenig Spielzeit. Bei der Europameisterschaft 2005 in Serbien und Montenegro war er erstmals fester Bestandteil der Auswahl und holte mit diesem die Silbermedaille. Auch während der Weltmeisterschaft 2006 in Japan stand er im Aufgebot der deutschen Mannschaft.
Im August 2008 nahm er mit der deutschen Nationalmannschaft bei den Olympischen Spielen 2008 in Peking teil, für die sich Deutschland mit dem dritten Platz beim Ausscheidungsturnier in Athen qualifiziert hatte.
Am 15. Juni 2010 wurde bekannt, dass Schultze aus familiären Gründen nicht an der Weltmeisterschaft 2010 teilnehmen wird. Dies bedeute allerdings zugleich keinen endgültigen Rücktritt aus der DBB-Auswahl, den er jedoch nach der Europameisterschaft 2011 und der verpassten Qualifikation für die Olympischen Spiele 2012 bekannt gab.

### Berufliche Laufbahn
Im Anschluss an seine Zeit als Berufsbasketballspieler wurde Schultze am Unfallkrankenhaus Berlin als Sporttherapeut tätig. Dem Basketball blieb er als Jugendtrainer verbunden: Er erwarb in einem Sonderlehrgang die B-Lizenz und stieß zum Trainerstab des Berliner Basketballverbandes. 2024 fuhr er als Assistenztrainer mit der weiblichen U16-Nationalmannschaft zur EM nach Ungarn. Zum deutschen Aufgebot bei dieser U16-EM gehört auch seine Tochter Lilli.

## Auszeichnungen und Erfolge
- 1993: Deutscher Meister der Schulen (Jugend trainiert für Olympia)
- 1994: Deutscher Meister mit der Bayern-Auswahl
- 1999: Deutscher Meister und Pokalsieger mit Alba Berlin
- 2000: Deutscher Meister mit Alba Berlin
- 2000: Aufstieg in die 1. Basketball-Bundesliga mit TuS Lichterfelde Berlin
- 2001: Deutscher Meister mit Alba Berlin
- 2002: Deutscher Meister und Pokalsieger mit Alba Berlin
- 2005: Silbermedaille bei der Europameisterschaft 2005
- 2008: Teilnahme an den Olympischen Spielen in Peking
- 2013: Pokalsieger mit Alba Berlin
- 2014: Pokalsieger mit Alba Berlin